# Szimbionikus titán
A Szimbionikus titán (eredeti cím: Sym-Bionic Titan) amerikai televíziós rajzfilmsorozat, amelyet Genndy Tartakovsky alkotott és a Cartoon Network Studios az Orphanage Animation Studios-zal közösen készített a Cartoon Network számára. Magyarországon 2011. október 22-én 20:15-kor volt a bemutatója.

## Szereplők
- Ilana hercegnő – A Galaluna bolygóról származik, de a Földre kellett menekülnie amikor Modula generális támadást indított.
- Lance – Ő is a Galaluna bolygóról származik, egy katona akit azért küldtek a Földre, hogy megvédje Ilanát.
- Octus – Egy szimbionikus robot akinek két emberi alakja van. Egyik Ilana és Lance apja, másik Ilana és Lance osztálytársa.
- Szimbionikus titán – A hármójuk egyesüléséből létrejövő szimbionikus robot.

## Magyar változat
A szinkront a Turner Broadcasting System megbízásából az SDI Media Hungary készítette.
Magyar szöveg: Borsiczky Péter
Hangmérnök: Császár Bíró Szabolcs
Vágó: Wünsch Attila
Gyártásvezető: Újréti Zsuzsa
Szinkronrendező: Tolnai Zoltán
Produkciós vezető: Németh Napsugár
Magyar hangok
- Csifó Dorina – Ilana
- Szatory Dávid – Lance
- Makranczi Zalán – Octus
- Czvetkó Sándor – A király
- Koroknay Géza – Modula tábornok
- Vass Gábor – Julius Steel tábornok
- Karácsonyi Zoltán – Solomon
- Csondor Kata – Kimmy

További magyar hangok: Cs. Németh Lajos, Csuha Bori, Kapácsy Miklós, Némedi Mari, Németh Gábor, Papucsek Vilmos, Seder Gábor, Seszták Szabolcs

## Epizódok

### Évadáttekintés
| Évad | Évad | Részek száma | Részek száma | Eredeti sugárzás     | Eredeti sugárzás | Magyar sugárzás   | Magyar sugárzás    |
| Évad | Évad | Részek száma | Részek száma | Évadbemutató         | Évadzáró         | Évadbemutató      | Évadzáró           |
| ---- | ---- | ------------ | ------------ | -------------------- | ---------------- | ----------------- | ------------------ |
|      | 1.   | 20           | 20           | 2010. szeptember 17. | 2011. február 4. | 2011. október 22. | 2011. december 25. |

### 1. évad
| Bemutató dátuma | #  | Magyar cím                       | Angol cím                 | Nézettség (4-14) (ezer) |
| --------------- | -- | -------------------------------- | ------------------------- | ----------------------- |
|                 |    |                                  |                           |                         |
| 2011.10.22      | 01 | Irány a Sherman Középiskola!     | Escape to Sherman High    |                         |
|                 |    |                                  |                           |                         |
| 2011.10.23      | 02 | A szomszéd sem az akinek látszik | Neighbors in Disguise     |                         |
|                 |    |                                  |                           |                         |
| 2011.10.29      | 03 | Gyerek-ésszel                    | Elephant Logic            |                         |
|                 |    |                                  |                           |                         |
| 2011.10.30      | 04 | A fantom-nindzsa                 | The Phantom Ninja         |                         |
|                 |    |                                  |                           |                         |
| 2011.11.05      | 05 | A villámgyors fehér sárkány      | Roar of the White Dragon  |                         |
|                 |    |                                  |                           |                         |
| 2011.11.06      | 06 | A rettegés mestere               | Shaman of Fear            |                         |
|                 |    |                                  |                           |                         |
| 2011.11.12      | 07 | Közös erővel                     | Showdown at Sherman High  |                         |
|                 |    |                                  |                           |                         |
| 2011.11.13      | 08 | Nehéz gyerekkor                  | Shadows of Youth          |                         |
|                 |    |                                  |                           |                         |
| 2011.11.20      | 09 | Bájos bomba                      | Tashy 497                 |                         |
|                 |    |                                  |                           |                         |
| 2011.11.26      | 10 | Leckék a szerelemről             | Lessons in Love           |                         |
|                 |    |                                  |                           |                         |
| 2011.11.19      | 11 | Fogságban                        | The Fortress of Deception |                         |
|                 |    |                                  |                           |                         |
| 2011.12.04      | 12 | Ijedős Mary balladája            | The Ballad of Scary Mary  |                         |
|                 |    |                                  |                           |                         |
| 2011.11.27      | 13 | A szörny belülről jön            | The Demon Within’         |                         |
|                 |    |                                  |                           |                         |
| 2011.12.10      | 14 |                                  | I Am Octus                |                         |
|                 |    |                                  |                           |                         |
| 2011.12.03      | 15 | Örök rabszolgák                  | Disenfranchised           |                         |
|                 |    |                                  |                           |                         |
| 2011.12.11      | 16 | A menekülés                      | Escape from Galaluna      |                         |
|                 |    |                                  |                           |                         |
| 2011.12.17      | 17 |                                  | Under the Three Moons     |                         |
|                 |    |                                  |                           |                         |
| 2011.12.18      | 18 | A család a legfontosabb          | A Family Crisis           |                         |
|                 |    |                                  |                           |                         |
| 2011.12.24      | 19 |                                  | The Steel Foe             |                         |
|                 |    |                                  |                           |                         |
| 2011.12.25      | 20 | Az újrakezdés                    | A New Beginning           |                         |
|                 |    |                                  |                           |                         |